# Willem Steelink Jr.
Willem Steelink (dit le Jeune), né le 16 juillet 1856 à Amsterdam et mort le 27 novembre 1928 à Voorburg, est un peintre et aquafortiste néerlandais, associé à l'École de Laren. 

## Biographie
Willem Steelink naît le 16 juillet 1856 à Amsterdam.
Son père, Willem Steelink (nl) (dit l'Ancien), est un peintre et graveur bien connu qui lui donne ses premières leçons. De 1873 à 1879, Willem Steelink Jr. étudie avec Barend Wijnveld (en) à l'Académie royale des beaux-arts d'Amsterdam, puis se rend à Anvers où il étudie à l'Académie royale des beaux-arts avec Charles Verlat. 
Il se concentre d'abord sur des portraits, des scènes de genre et des peintures historiques, réalisés dans un style influencé par le style romantique de son père. En 1880, il visite les landes autour de Le Gooi et commence à peindre dans le style de l'école de La Haye. Avec son ami Hein Kever, il passe plusieurs étés à Laren, où il est inspiré par Anton Mauve. Il continue à voyager, vivant à Hilversum, Scherpenzeel et Laren avant de s’installer à La Haye. Le village pittoresque de Heeze devient l’un de ses lieux de travail préférés. Les moutons et leurs bergers sont alors son sujet de prédilection. 
Il est également connu pour ses dessins et ses eaux-fortes. Il réalise des copies d'œuvres célèbres de Jozef Israëls et de Johannes Bosboom. Plus tard, il réalise des illustrations, principalement pour des ouvrages historiques et des livres pour enfants, mais également pour une édition du Nouveau Testament en soundanais[réf. souhaitée].
Ses œuvres sont populaires et se vendent bien en Allemagne, en Angleterre et au Canada. Il est membre de nombreuses organisations artistiques, notamment l'Arti et Amicitiae et le Pulchri Studio, et il reçoit l'ordre de la Couronne belge et l'ordre français militaire et hospitalier de Saint-Lazare. Il est également officier de l'ordre d'Orange-Nassau.
En 1921, il déménage à Voorburg, où il meurt le 27 novembre 1928.

## Conservation
Le musée de Mesdag conserve de lui Moutons.
La plus grande collection de ses œuvres se trouve au musée municipal de La Haye.

## Peintures sélectionnées

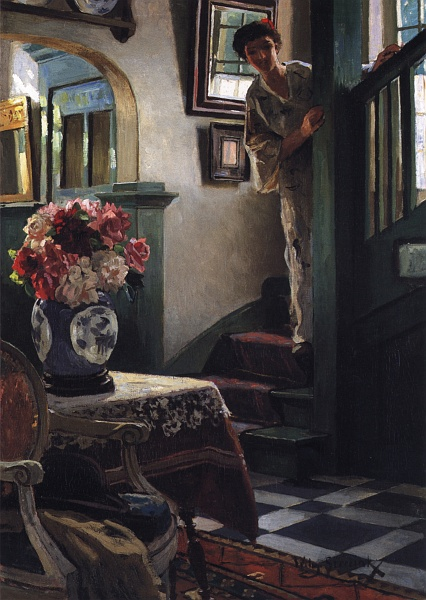
Joyeux accueil (1916)
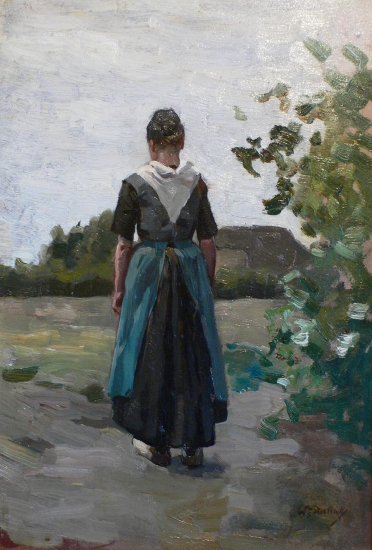
Paysanne (vers 1900)
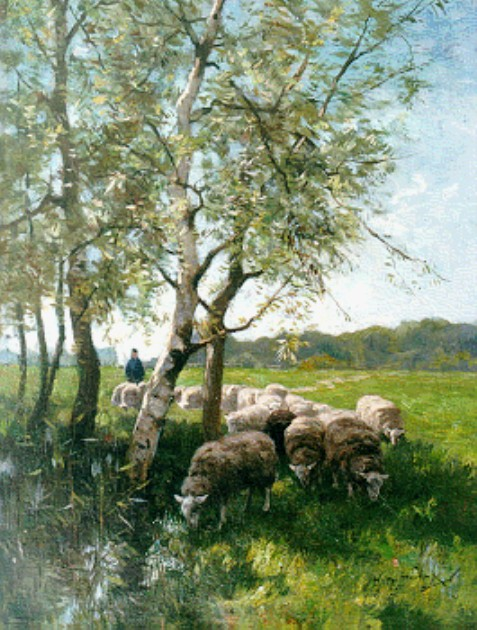
Berger avec troupeau (c.1895)
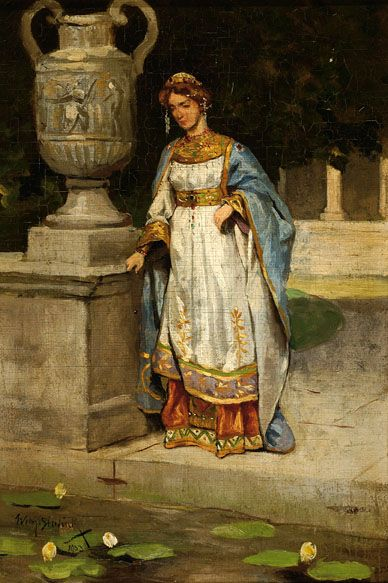
Femme romaine (c.1895)